# Tobiasz z aniołami (obraz Jacka Malczewskiego)
Tobiasz z aniołami – obraz polskiego malarza Jacka Malczewskiego z ok. 1908, znajdujący się w zbiorach Muzeum Śląskiego w Katowicach.
Obraz powstał w Krakowie. Inspiracją dla malarza była biblijna opowieść o wędrówce Tobiasza, zaczęrpnięta z Księgi Tobiasza. W Biblii towarzyszem wędrującego z psem chłopca był tylko Archanioł Rafał. Na obrazie Malczewskiego przedstawieni zostali wszyscy trzej znani z tradycji katolickiej Archaniołowie: Rafał, Michał i Gabriel. Postacie te trzymają symbole: laskę, lilię i miecz, odpowiednio do swych głównych przymiotów. Dla Malczewskiego nie są to jednak typy męskie, ale raczej kobiece, z potężnymi barwnymi skrzydłami. W twarzy Rafała rozpoznać można twarz muzy Malczewskiego Marii Balowej. Sam Tobiasz to bosonogi chłopiec. W tle przedstawiony został krajobraz wiejski. Obraz został zakupiony w 1938 od żony artysty Marii Malczewskiej w Charzewicach. Obraz wystawiany jest w Galerii sztuki polskiej 1800–1945 Muzeum Śląskiego. Znane są też inne wersje dzieła.
Tobiasz z aniołami wisiał nad łożem śmierci malarza.

## Inne wersje

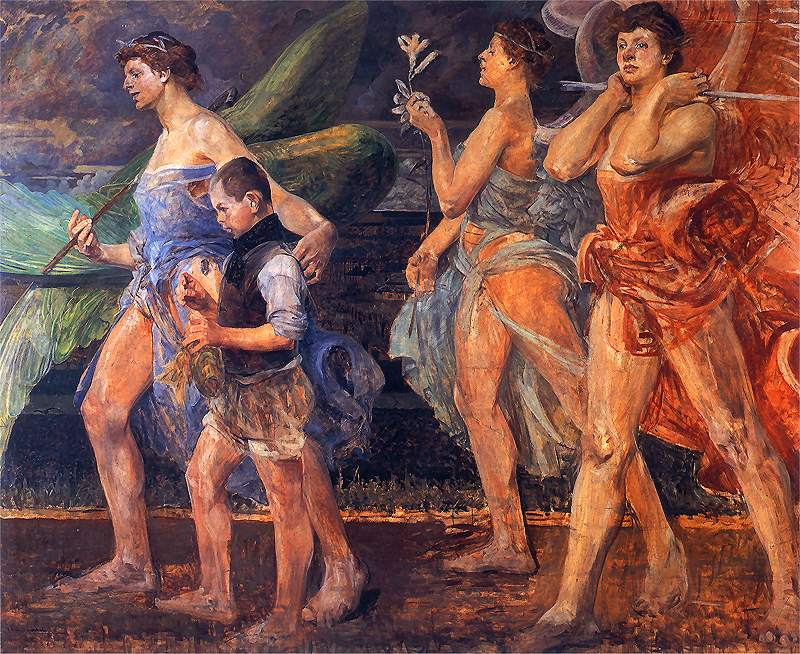
Anioły z Tobiaszem
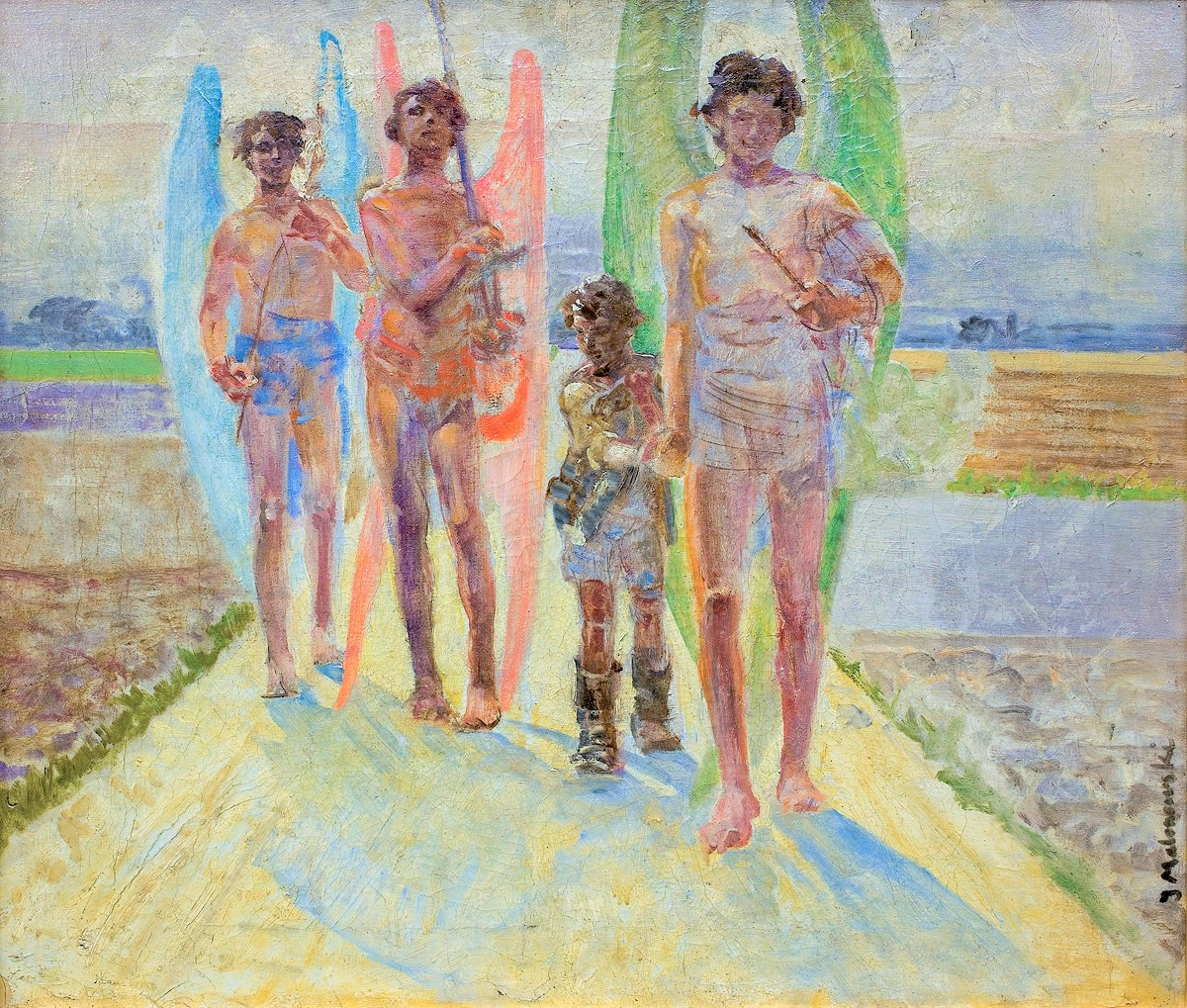
Aniołowie z Tobiaszem